# Pomezní bouda

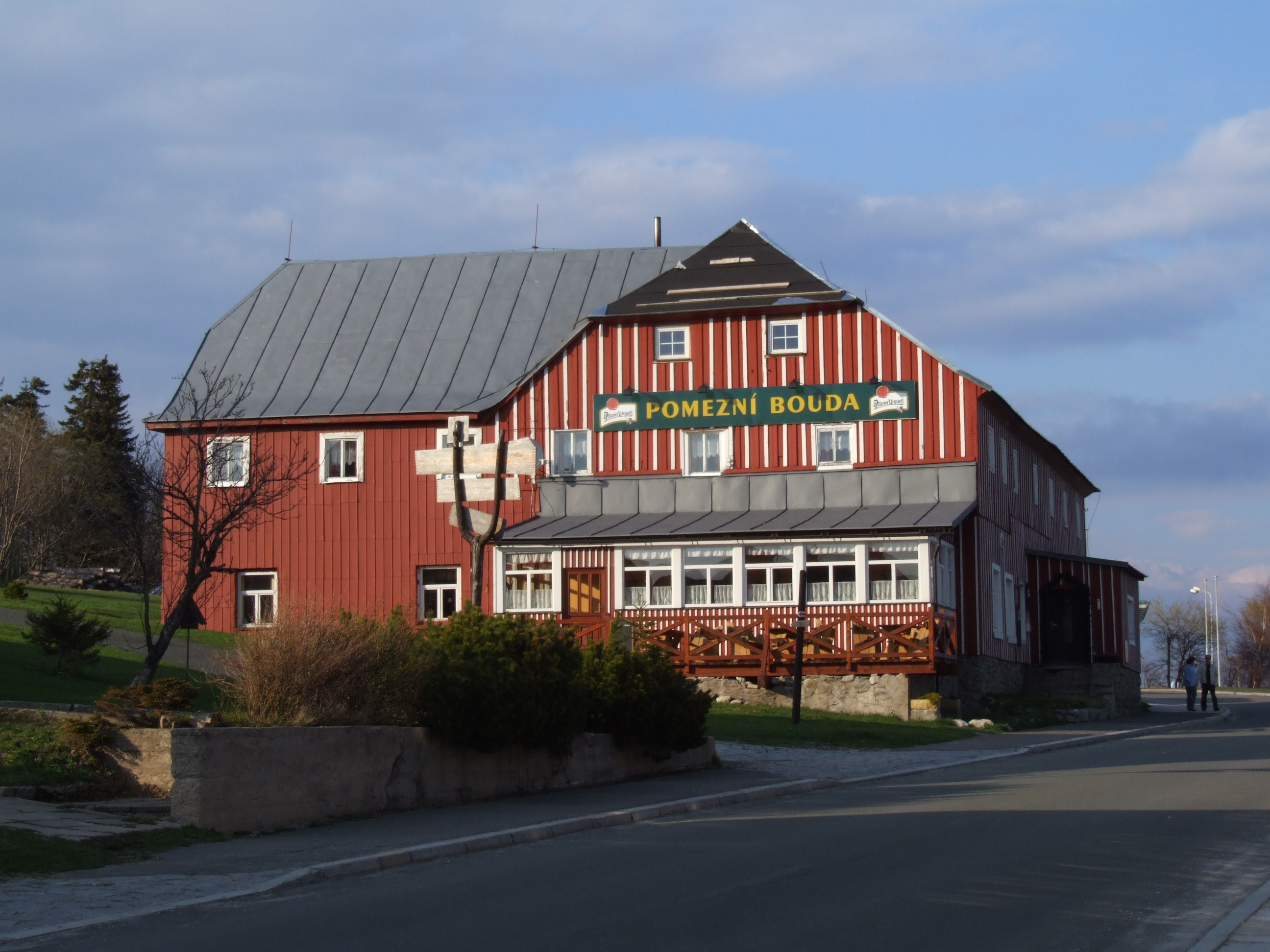
Pomezní bouda

Pomezní bouda (niem. Blaschkebaude, Goderbaude) – dawne czeskie schronisko turystyczne, obecnie hotel górski położony w Karkonoszach na przełęczy Okraj, tuż obok dawnego przejścia granicznego. Administracyjnie znajduje się w miejscowości Malá Úpa, w przysiółku Pomezní Boudy.

## Historia
Początki działalności turystycznej na przełęczy sięgają XVIII wieku – przy ówczesnej granicy prusko-habsburskiej znajdowała się buda, chroniąca celników i podróżnych przed deszczem. Z czasem powstało więcej obiektów, które zaczęły pełnić rolę schronisko i hotelów: Tippeltbaude (dzisiejszy Hotel Družba), Hübnerbaude, Adolfbaude oraz Schlesische Grenzbaude (po pruskiej stronie; obecnie jego kontynuatorem jest polskie schronisko PTTK na Przełęczy Okraj). W miejscu dzisiejszego schroniska istniała jedna z bud (powstała przed 1771), pełniąca funkcję gospody, prowadzona przez rodzinę Johana Kichschlagera. Po 1841 gospodę przejął Friedrich August Blaschke i prowadził ją do 1860, kiedy buda została strawiona przez pożar.
Jego syn Hermann w 1868 wybudował na Śnieżce schronisko Böhmische Baude, ale nie wytrzymał konkurencji z sąsiednim obiektem po śląskiej stronie i w 1870 sprzedał budynek Friedrichowi Sommerowi, właścicielowi Preussische Baude. Za zarobione pieniądze postawił Blaschkebaude, która z niewielkimi zmianami istnieje i działa do dzisiaj.
Był to pierwszy w wiosce Malá Úpa budynek turystyczny takiego typu – hotel z murowanym parterem, murem pruskim na pierwszym piętrze i podwyższonym strychem. Korzystali z niego głównie turyści ze Śląska.
Kolejnymi właścicielami była rodzina Goder – schronisko nazywało się wtedy Goderbaude. W okresie I Czechosłowacji następny właściciel Stefan Hofer, zmienił nazwę na Pomezní Goderova Bouda.
Po II wojnie światowej obiekt przejęło państwo i zarządzało nim przedsiębiorstwo Hotele Karkonoskie (Krkonošské Hotely) nosiło nazwę Devétsil. Po 1989 zostało sprywatyzowano i powróciło do nazwy sprzed 1945 (bez członu "Goderova").

## Wyposażenie schroniska
- 50 miejsc noclegowych w 2 i 4 osobowych pokojach z łazienkami lub umywalkami,
- świetlica,
- restauracja,
- siłownia i sauna (w sąsiednim budynku),
- w pobliżu centrum narciarskie "U Kostela"

## Szlaki turystyczne prowadzące spod schroniska

"Niemy znak" na Pomezni Boudy

Ze schroniska prowadzą następujące szlaki:
- do schroniska Jelenka – 1:40 h, w drugą stronę 1 h,
- do Dolnej Malej Úpy – 0:35 h, z powrotem 0:40 h,
- do Sowiej Przełęczy – 1 h, z powrotem 0:45 h (Droga Przyjaźni Polsko-Czeskiej),
- do rozwidlenia szlaków na górze Cestnik – 1:30 w obie strony.

Liczne szlaki turystyczne dochodzą również od polskiej strony.